# Bière Spéciale Belge
Bière Spéciale Belge is een Belgisch bier van hoge gisting.
Het bier wordt gebrouwen in Brasserie La Binchoise te Binche.
Het is een amberkleurig bier met een alcoholpercentage van 5%. Het bier werd in 2003 op de markt gebracht, oorspronkelijk onder de naam Belge.